# Ryōyū Kobayashi
Ryōyū Kobayashi,(japanska: 小林陵侑?, Kobayashi Ryōyū), född 8 november 1996 i Hachimantai, är en japansk backhoppare. Han ingick i det japanska lag som vann brons i lagtävlingen i stor backe vid Världsmästerskapen i nordisk skidsport 2019. Han vann även den sammanlagda världscupen i backhoppning 2018/2019 samt alla fyra tävlingar under Tysk-österrikiska backhopparveckan 2018/2019.
Han deltog vid Olympiska vinterspelen 2018. Ryōyū är bror till backhopparen Junshirō Kobayashi.
Året 2022 blev Kobayashi totalsegrare i Tysk-österrikiska backhopparveckan 2021/2022. Han blev vid olympiska vinterspelen 2022 guldmedaljör i tävlingen på Normalbacken och silvermedaljör på Stora backen.